# 2001 XE255
2001 XE255, também escrito como 2001 XE255, é um objeto transnetuniano (TNO) que está localizado no cinturão de Kuiper, uma região do Sistema Solar. Ele é classificado como um cubewano. O mesmo possui uma magnitude absoluta de 7,9 e tem um diâmetro com cerca de 116 km.

## Descoberta
2001 XE255 foi descoberto no dia 9 de dezembro de 2001 pelos astrônomos D. C. Jewitt, J. Kleyna, e S. S. Sheppard.

## Órbita
A órbita de 2001 XE255 tem uma excentricidade de 0,000 e possui um semieixo maior de 43,497 UA. O seu periélio leva o mesmo a uma distância de 43,497 UA em relação ao Sol e seu afélio a 43,497 UA.